# Кирил VII Константинополски
Кирил VII Константинополски (на гръцки: Κύριλλος Ζ΄) е гръцки православен духовник.

## Биография
Роден е през 1775 година в Одрин със светското име Константинос (Κωνσταντίνος). Митрополит Калиник Одрински (1780 - 1792) го ръкополага за дякон. Служи като втори дякон в Патриаршията. През май 1831 година става еноски митрополит. През март 1847 година е преместен като амасийски митрополит. На 21 септември (3 октомври) 1855 година е избран за вселенски патриарх.
По време на патриархата му е свикано събрание на представителите на епархиите, за съставяне и ратифициране на така наречения Общ канон за управлението на Константинополската църква в съответствие със султанския Хатихумаюн от 1856 година. Новиете правила предизмикват недоволство и в 1859 година патриарх Кирил подава оставка, която обаче не е приета от Портата, за да могат да завършат заседанията на Временния специален съвет.
По времето на Кирил набира сили българското църковно движение и Кирил се опитва да успокои българите с няколко ръкополагания на българи за епископи, като това на Иларион Макариополски в 1858 година, а в 1859 година е създадена българската църква „Свети Стефан“ в Цариград. Отстъпките са силно закъснели и на 3 април 1860 година по време на така наречената Великденска акция българската община официално се отделя от Патриаршията. Заради провала си по българския въпрос патриарх Кирил подава оставка на 1 (13) юли 1860 година.
Умира на Халки на 13 март 1872 година.